# Polygraphy

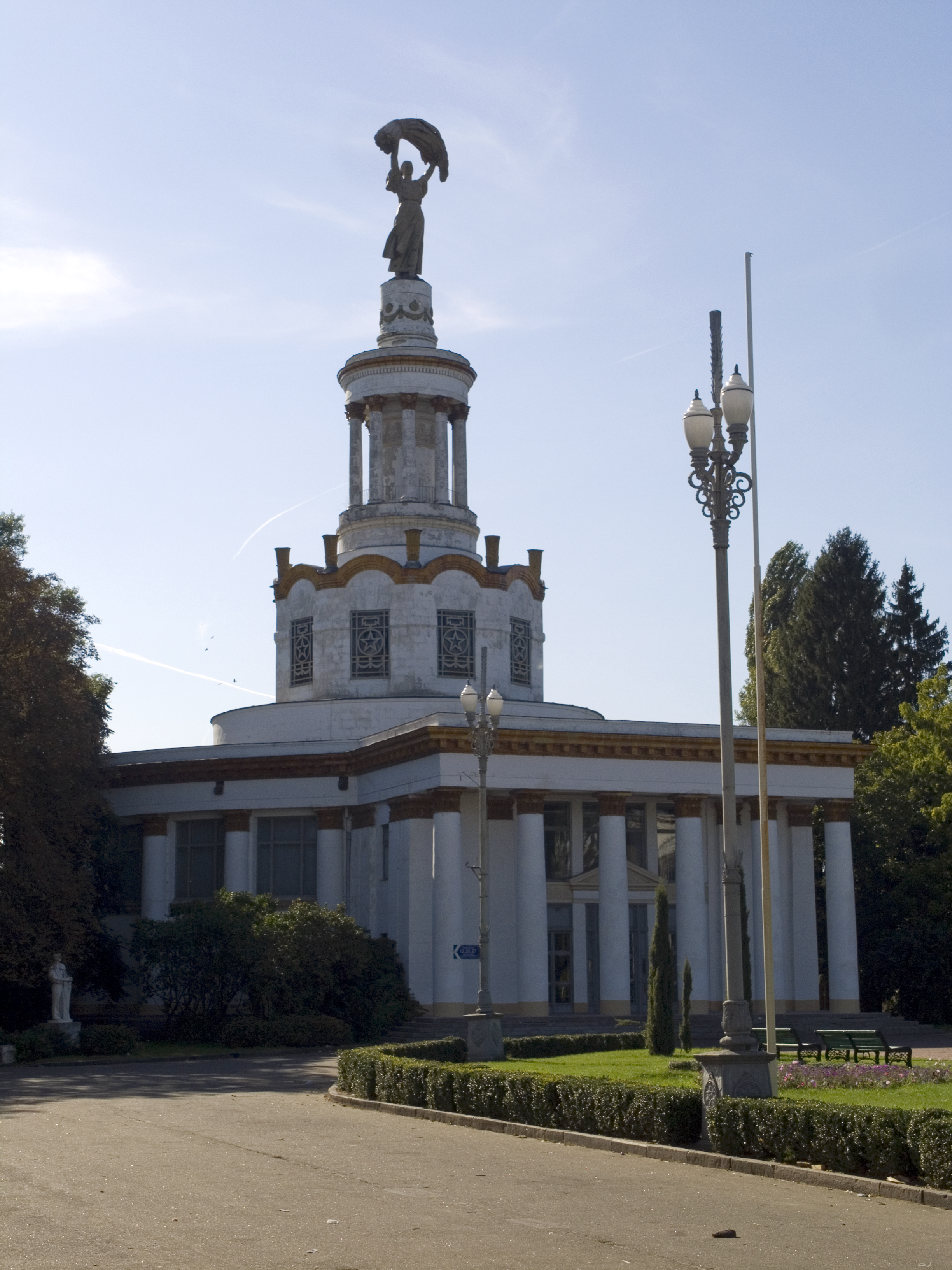
Ein Ausstellungspavillon der Polygraphy auf dem Expocenter-Gelände in Kiew.

Die Polygraphy ist eine internationale Fachmesse für Drucktechnik, -ausrüstung und -materialien in der Ukraine. Sie findet alljährlich im September in der Hauptstadt Kiew statt und ist eine der wichtigsten internationalen Ausstellungen des Nationalen Messezentrums „Expocenter der Ukraine“.
Die Messe für die Druckindustrie erstreckt sich über eine Dauer von vier Tagen und findet vom 09. bis 12. September 2014 bereits zum 19. mal statt.